# Pro Fide et Christianismo
Samfundet Pro Fide et Christianismo är en kristen sammanslutning inom Svenska kyrkan.

## Historik
Sammanslutningen grundades 1771 på initiativ av överhovpredikanten Carl Magnus Wrangel (1727–1786). Under sin första tid kom samfundet att fungera som plattform för utbredande av kristen tro och kunskap genom idéer om protestantisk upplysning, undervisning, mission och nykterhet. Det har kallats Sveriges första missions- och traktatsällskap. I en tid då synen på staten och dess ansvarsområden inte tillät statliga insatser inom folkundervisning och folkupplysning genomförde samfundet på frivillighetens väg det man ansåg tiden kräva, men som staten inte förmådde genomföra. Dess tankar blev senare allmänt accepterade och togs efter hand delvis om hand av andra organisationer. Samfundet är därmed  det tidigaste alltfort kvarlevande exemplet på hur det svenska civilsamhället började finna sin form. Det är Sveriges äldsta kristna förening.
Samfundet publicerade läroböcker, initierade skolverksamhet och premierade lärare samt bidrog till uppbyggnaden av sockenbibliotek. Från år 1777 inrättade man sammanlagt fem skolor i Stockholm för både yngre och äldre barn i syfte att utbreda läs- och skrivkunnighet och kristendomskunskap med mera. Skolorna skulle kompensera bristfällig hemundervisning. Ett tiotal prästtjänster var inrättade som lärare vid dessa, där lärarna kallades kateketer. Genom samfundets initiativ inrättades också sockenskolor runt om i landet. Samfundet blev i ett nationellt perspektiv banbrytare för folkundervisningen i Sverige. Mest känd av dess utgivna läroböcker är den så kallade Kronprinsens Barnabok (1780; faksimiluppl. 1983). Kateketinstitutionen genomgick under årens lopp modernisering på olika sätt, men fortlevde och överläts 1965 på Stockholms församlingsdelegerade. Man engagerade sig också för den kyrkliga verksamheten i lappmarken  och stödde på 1770-talet bland annat utgivningen av ett Lexicon Lapponicum, en samisk-svensk ordbok.
Tidigt inriktade samfundet sig på att utge kristen litteratur och stödja kristen skriftspridning i egen regi eller på annat sätt. Denna verksamhet har fått betydande omfattning. Idag är samfundets huvudsakliga uppgift att ge ekonomiskt stöd till utgivning och spridning av kristen litteratur. Man delar också ut stipendier till teologistuderande. Samfundet Pro Fide et Christianismo har ungefär 200 ledamöter och är Sveriges äldsta alltjämt existerande kristna förening.

## Preses
Preses i samfundet har, förutom initiativtagaren Carl Magnus Wrangel, varit bland andra biskop Georg Claes Schröder, riksrådet Fredrik Sparre, biskop Olof Celsius, överhovpredikant Gabriel Rosén, justitiekansler Joakim Vilhelm Liliestråle, ärkebiskop Uno von Troil, riksrådet Malte Ramel,  ordensbiskop Carl Edvard Taube, biskop Olof Wallquist, biskop Gustaf Murray, biskop Magnus Lehnberg, justitiestatsminister Mattias Rosenblad, pastor primarius Peter Samuel Drysén, statssekreterare Nils von Rosenstein, biskop Johan Jacob Hedrén, ärkebiskop Johan Olof Wallin, ärkebiskop Carl Fredrik af Wingård, pastor primarius Carl Peter Hagberg, pastor primarius Abraham Zacharias Pettersson, pastor primarius Carl Magnus Fallenius,  ecklesiastikminister F.F. Carlson, ordensbiskop Frithiof Grafström,  kyrkoherde Albert Wilhelm Staaff, ecklesiastikminister Nils Claëson, pastor primarius Johan Fredrik Håhl, kyrkoherde Axel Landquist, regeringsrådet Gabriel Thulin, överhovpredikant Olle Nystedt, biskop Helge Ljungberg, domprosten Robert Murray och överhovpredikant Carl Henrik Martling.
Nuvarande preses är professor Oloph Bexell.